# بلوم سيتي (ويسكونسن)
بلوم سيتي (بالإنجليزية: Plum City, Wisconsin)‏ هي قرية تقع في الولايات المتحدة في مقاطعة بيرس (ويسكونسن). يقدر عدد سكانها بـ 599 نسمة ومساحتها 2.69 كم2 وترتفع عن سطح البحر 249 متر.

## التركيبة السكانية
قام مكتب تعداد الولايات المتحدة بتحديد بيانات التركيبة السكانية لبلوم سيتي في تعداد الولايات المتحدة. في ما يلي، التركيبة السكانية حسب تعدادي 2000 و2010.

### تعداد عام 2000
بلغ عدد سكان بلوير 10,520 نسمة بحسب تعداد عام 2000، وبلغ عدد الأسر 3,985 أسرة وعدد العائلات 2,845 عائلة مقيمة في القرية. في حين سجلت الكثافة السكانية 1,238.2 نسمة لكل ميل مربع (478.1/كم2). وبلغ عدد الوحدات السكنية 4,133 وحدة بمتوسط كثافة قدره 486.5 نسمة لكل ميل مربع (187.8/كم2).
وتوزع التركيب العرقي للقرية بنسبة 96.82% من البيض و 0.42% من الأمريكيين الأصليين و 0.95% من الأمريكيين ذوي الأصول الآسيوية و 0.04% من سكان جزر المحيط الهادئ و 0.43% من الأمريكيين الأفارقة و 0.94% من عرقين مختلطين أو أكثر.
بلغ عدد الأسر 3,985 أسرة كانت نسبة 39.5% منها لديها أطفال تحت سن الثامنة عشر تعيش معهم، وبلغت نسبة الأزواج القاطنين مع بعضهم البعض 59.9% من أصل المجموع الكلي للأسر، ونسبة 8.4% من الأسر كان لديها معيلات من الإناث دون وجود شريك، وكانت نسبة 28.6% من غير العائلات. تألفت نسبة 20.8% من أصل جميع الأسر من أفراد ونسبة 4.6% كانوا يعيش معهم شخص وحيد يبلغ من العمر 65 عاماً فما فوق. وبلغ متوسط حجم الأسرة المعيشية 3.11، أما متوسط حجم العائلات فبلغ 2.63.
بلغ العمر الوسطي للسكان 33 عاماً. وكانت نسبة 28.8% من القاطنين تحت سن الثامنة عشر، وكانت نسبة 9.8% بين الثامنة عشر والأربعة وعشرون عاماً، ونسبة 32.1% كانت واقعةً في الفئة العمرية ما بين الخامسة والعشرون حتى والأربعة وأربعون عاماً، ونسبة 22.9% كانت ما بين الخامسة والأربعون حتى الرابعة والستون، ونسبة 6.5% كانت ضمن فئة الخامسة والستون عاماً فما فوق. يوجد لكل 100 أنثى 98.4 ذكر، ويوجد لكل 100 أنثى في الثامنة عشر من عمرها فما فوق 97.0 ذكر.
بلغ متوسط دخل الأسرة في القرية 51,238 دولار، أما متوسط دخل العائلة فبلغ 60,146 دولار. وكان متوسط دخل الذكور 40,206 دولار مقابل 26,521 دولار للإناث. وسجل دخل الفرد الخاص بالقرية 23,085 دولار. وكانت نسبة 4.2% من العائلات ونسبة 6.0% من السكان تحت خط الفقر، وكان من هؤلاء نسبة 8.0% تحت سن الثامنة عشر ونسبة 4.3% في الخامسة والستين من العمر وما فوق.

### تعداد عام 2010
بلغ عدد سكان بلوم سيتي 599 نسمة بحسب تعداد عام 2010، وبلغ عدد الأسر 243 أسرة وعدد العائلات 150 عائلة مقيمة في القرية. في حين سجلت الكثافة السكانية 587.3 نسمة لكل ميل مربع (226.8/كم2). وبلغ عدد الوحدات السكنية 262 وحدة بمتوسط كثافة قدره 256.9 لكل ميل مربع (99.2/كم2).
وتوزع التركيب العرقي للقرية بنسبة 96.5% من البيض و 0.3% من الأمريكيين ذوي الأصول الآسيوية و 0.5% من الأمريكيين الأفارقة و 0.2% من عرقين مختلطين أو أكثر.
بلغ عدد الأسر 243 أسرة كانت نسبة 25.9% منها لديها أطفال تحت سن الثامنة عشر تعيش معهم، وبلغت نسبة الأزواج القاطنين مع بعضهم البعض 46.9% من أصل المجموع الكلي للأسر، ونسبة 9.5% من الأسر كان لديها معيلات من الإناث دون وجود شريك، بينما كانت نسبة 5.3% من الأسر لديها معيلون من الذكور دون وجود شريكة وكانت نسبة 38.3% من غير العائلات. تألفت نسبة 33.7% من أصل جميع الأسر من أفراد ونسبة 19.3% كانوا يعيش معهم شخص وحيد يبلغ من العمر 65 عاماً فما فوق. وبلغ متوسط حجم الأسرة المعيشية 2.91، أما متوسط حجم العائلات فبلغ 2.29.
بلغ العمر الوسطي للسكان 46.8 عاماً. وكانت نسبة 21.2% من القاطنين تحت سن الثامنة عشر، وكانت نسبة 7.9% بين الثامنة عشر والأربعة وعشرون عاماً، ونسبة 18.1% كانت واقعةً في الفئة العمرية ما بين الخامسة والعشرون حتى والأربعة وأربعون عاماً، ونسبة 25.9% كانت ما بين الخامسة والأربعون حتى الرابعة والستون، ونسبة 26.9% كانت ضمن فئة الخامسة والستون عاماً فما فوق. وتوزع التركيب الجنسي للسكان بنسبة 47.6% ذكور و52.4% إناث.